# Estação Eloy Cavazos
A Estação Eloy Cavazos é uma das estações do Metrorrey, situada em Guadalupe, entre a Estação Y Griera e a Estação Lerdo de Tejada. Administrada pela STC Metrorrey, faz parte da Linha 1.
Foi inaugurada em 25 de abril de 1991. Localiza-se no cruzamento da Avenida Benito Juárez com a Avenida Corregidora. Atende o centro da cidade.